# Książę krwi królewskiej

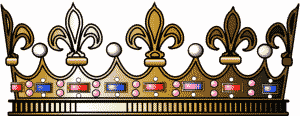
korona księcia krwi królewskiej

Książę krwi królewskiej (franc. Prince du Sang Royal) – używane głównie we Francji określenie najbliższych spadkobierców króla, obejmujące   Delfina, jego dzieci i pozostałe  dzieci suwerena. Dalsi członkowie rodziny królewskiej używali tytułu księcia krwi (Prince du Sang).
W niektórych krajach niektórzy książęta krwi królewskiej używali specjalnych tytułów - np. w Rosji - wielkich książąt, w Austrii - arcyksiążąt, w Niemczech - Kronprinzen, Erbprinzen.